# Бои за Карачун
Бои за Карачун — затяжное противостояние за контроль над горой Карачун между Вооружёнными силами Украины и силами Донецкой народной республики в ходе войны на востоке Украины. Гора имеет важное стратегическое значение, так как её господствующая высота возвышается над городом Славянск, и на ней располагались телебашни.

## Ход событий
17 апреля 2014 года силы ДНР захватили телебашню, после чего распорядились отключить украинские каналы, а на их месте начать трансляцию российских.
2 мая 2014 года контроль над горой несколько раз переходил от одной стороны к другой. 3 мая 2014 года украинская армия установила контроль над высотой и телебашней. В дальнейшем сепаратисты неоднократно совершали попытки штурма горы и регулярно её обстреливали, в том числе с применением миномётов. 9 мая 2014 года произошла попытка атаки сепаратистов ДНР на позиции украинских военных на Карачуне. Атака была неудачная, ключевую роль в отражении нападения сыграло применение боевых вертолётов. По состоянию на 9 мая 2014 года, позиции на горе удерживала рота десантников ВДВ Украины.
13 мая 2014 года в ходе боевого столкновения погибли семеро десантников 95-й аэромобильной бригады Украины, сгорел один БТР и один ГАЗ-66 с миномётной установкой. Сепаратисты также понесли потери. 19 мая 2014 года в ходе миномётного обстрела погиб солдат 95-й аэромобильной бригады Геннадий Беляк. 29 мая сепаратистами был подбит вертолёт Ми-8МТ Национальной гвардии Украины, который после разгрузки продуктов питания и проведения ротации личного состава возвращался из района горы Карачун. Погибли 12 человек: шестеро военнослужащих Национальной гвардии Украины, включая двух человек из экипажа вертолёта, и шестеро представителей спецподразделения МВД Украины, среди них — генерал-майор Сергей Кульчицкий. 24 июня 2014 года вскоре после взлёта у горы Карачун из ПЗРК сепаратисты сбили украинский военный вертолёт Ми-8, в результате чего погибли девять человек. Этот вертолёт возвращался с блокпоста со специалистами, которые устанавливали аппаратуру с целью организации мониторинга пространства, фиксации фактов нарушения перемирия в зоне военного конфликта. В ночь на 1 июля 2014 года в результате обстрела украинских позиций на горе Карачун минами были перебиты тросы, которые удерживали телебашню, и эта башня обрушилась. После этого бои за гору прекратились.